# Завітне (Гайсинський район)
Заві́тне — село в Україні, у Джулинській сільській громаді Гайсинського району Вінницької області. У 2017-2020 орган місцевого самоврядування — Шляхівська сільська громада. Населення становить 191 особа.

## Історія
7 (20) листопада 1917 року, відповідно до Третього Універсалу Української Центральної Ради, увійшло до складу Української Народної Республіки.
Відповідно до пункту 2 статті 8 Закону України «Про добровільне об'єднання територіальних громад» у Вінницькій області у зв'язку з припиненням повноважень рад, що об'єдналися у Шляхівську сільську територіальну громаду з 9 листопада 2017 року виключено з облікових даних Тирлівську, Шляхівську сільські ради Бершадського району. Відтоді село Завітне входить до складу Шляхівської сільської територіальної громади.
12 червня 2020 року, відповідно розпорядження Кабінету Міністрів України № 707-р «Про визначення адміністративних центрів та затвердження територій територіальних громад Вінницької області», село увійшло до складу Джулинської сільської громади.
19 липня 2020 року, в результаті адміністративно-територіальної реформи і ліквідації Бершадського району, село увійшло до складу Гайсинського району.